# Eckersdorf (Seßlach)
Eckersdorf  ist ein Gemeindeteil der oberfränkischen Stadt Seßlach im Landkreis Coburg.

## Geographie
Eckersdorf liegt etwa 13 Kilometer südwestlich von Coburg an einem Hang oberhalb der Rodach. Die Staatsstraße 2204 von Seßlach nach Kaltenbrunn führt an dem Ort vorbei.

## Geschichte
Die erste urkundliche Erwähnung war 1290, als der Würzburger Bischof Manegold unter anderem den Zehnten in „Eckehartsdorf“ an Karl von Heldritt verpfändete. Die nächste Nennung folgte 1317. Im Dreißigjährigen Krieg wurde der Ort, der am Geyersberg lag, zerstört. 1936 entstand südlich der wüstgefallen Siedlung der heutige Weiler als Siedlungsneugründung. Fünf Bauern aus der Rhön, die aufgrund des Baus des Truppenübungsplatzes Wildflecken umgesiedelt wurden, erhielten neue Höfe mit jeweils rund zehn Hektar landwirtschaftlicher Nutzfläche. Das Land stammte aus der Auflösung des Wiesener Schlossgutes, das 144,8 Hektar Fläche in den Gemarkungen Heilgersdorf und Seßlach umfasste.
1950 hatte Eckersdorf 29 Einwohner und 5 Wohnhäuser. Im Jahr 1987 lebten in der Siedlung 22 Personen in 5 Wohnhäusern. Eckersdorf gehört seit seiner Neugründung zu Seßlach.

## Einwohnerentwicklung
| Jahr | Einwohnerzahl |
| ---- | ------------- |
| 1950 | 0000029       |
| 1970 | 0000030       |
| 1987 | 0000022       |
| 2015 | 0000025       |